# Bahnstrecke Zug–Arth-Goldau
| Streckennummer (BAV): | 665                                                 |                             |                             |
| Fahrplanfeld: | 600                                                 |                             |                             |
| Streckenlänge: | 15,77 km                                            |                             |                             |
| Spurweite: | 1435 mm (Normalspur)                                |                             |                             |
| Stromsystem: | 15 kV 16,7 Hz ~                                     |                             |                             |
| Maximale Neigung: | 10 ‰                                                |                             |                             |
| Streckengeschwindigkeit: | 80 km/h                                             |                             |                             |
| Zweigleisigkeit: | Walchwil Nord–Walchwil Goldau Mühlefluh–Arth-Goldau |                             |                             |
| |                                                     |                             |                             |
| \| \| \| von Thalwil \| \| \| \| \| ehemalige Wendeschlaufe \| \| \| \| 0,00 \| Zug Keilbahnhof \| 424 m ü. M. \| \| \| \| nach Luzern \| \| \| \| \| Zuger Viadukt (255 m) \| \| \| \| 0,60 \| Zug Postplatz \| 427 m ü. M. \| \| \| \| Zuger Stadttunnel (585 m) \| \| \| \| 1,40 \| Zug Casino \| 431 m ü. M. \| \| \| 2,10 \| Zug Fridbach \| 432 m ü. M. \| \| \| 3,14 \| Zug Oberwil \| 431 m ü. M. \| \| \| \| Lotenbachtunnel (36 m) \| \| \| \| 7,50 \| Walchwil Nord \| 433 m ü. M. \| \| \| 8,00 \| Walchwil Hörndli \| 439 m ü. M. \| \| \| \| Bühltunnel (90 m) \| \| \| \| 9,45 \| Walchwil \| 449 m ü. M. \| \| \| \| Rossplattentunnel (48 m) \| \| \| \| \| St. Adrian (94 m) \| \| \| \| \| St. Adrian (65 m) \| \| \| \| \| Rufibach (70 m) \| \| \| \| \| Rufibach (40 m) \| \| \| \| \| Kalkofen (69 m) \| \| \| \| \| Mühleflueh (192 m) \| \| \| \| 14,55 \| Goldau Mühlefluh \| 499 m ü. M. \| \| \| \| von Immensee (Gotthardbahn) \| \| \| \| \| von Rigi Kulm \| \| \| \| 15,77 \| Arth-Goldau \| 510 m ü. M. \| \| \| \| nach Biberbrugg \| \| \| \| \| nach Chiasso (Gotthardbahn) \| \| |                                                     |                             |                             |
| Strecke |                                                     | von Thalwil                 | von Thalwil                 |
| Abzweig geradeaus und ehemals von rechts |                                                     | ehemalige Wendeschlaufe     | ehemalige Wendeschlaufe     |
| Bahnhof | 0,00                                                | Zug Keilbahnhof             | 424 m ü. M.                 |
| Abzweig geradeaus und nach rechts |                                                     | nach Luzern                 | nach Luzern                 |
| Brücke |                                                     | Zuger Viadukt (255 m)       | Zuger Viadukt (255 m)       |
| Haltepunkt / Haltestelle | 0,60                                                | Zug Postplatz               | 427 m ü. M.                 |
| Tunnel |                                                     | Zuger Stadttunnel (585 m)   | Zuger Stadttunnel (585 m)   |
| Haltepunkt / Haltestelle | 1,40                                                | Zug Casino                  | 431 m ü. M.                 |
| Haltepunkt / Haltestelle | 2,10                                                | Zug Fridbach                | 432 m ü. M.                 |
| Bahnhof | 3,14                                                | Zug Oberwil                 | 431 m ü. M.                 |
| Tunnel |                                                     | Lotenbachtunnel (36 m)      | Lotenbachtunnel (36 m)      |
| Blockstelle | 7,50                                                | Walchwil Nord               | 433 m ü. M.                 |
| Haltepunkt / Haltestelle | 8,00                                                | Walchwil Hörndli            | 439 m ü. M.                 |
| Tunnel |                                                     | Bühltunnel (90 m)           | Bühltunnel (90 m)           |
| Bahnhof | 9,45                                                | Walchwil                    | 449 m ü. M.                 |
| Tunnel |                                                     | Rossplattentunnel (48 m)    | Rossplattentunnel (48 m)    |
| Brücke |                                                     | St. Adrian (94 m)           | St. Adrian (94 m)           |
| Tunnel |                                                     | St. Adrian (65 m)           | St. Adrian (65 m)           |
| Brücke |                                                     | Rufibach (70 m)             | Rufibach (70 m)             |
| Tunnel |                                                     | Rufibach (40 m)             | Rufibach (40 m)             |
| Tunnel |                                                     | Kalkofen (69 m)             | Kalkofen (69 m)             |
| Tunnel |                                                     | Mühleflueh (192 m)          | Mühleflueh (192 m)          |
| Blockstelle | 14,55                                               | Goldau Mühlefluh            | 499 m ü. M.                 |
| Abzweig geradeaus und von rechts |                                                     | von Immensee (Gotthardbahn) | von Immensee (Gotthardbahn) |
| Abzweig geradeaus und von rechts |                                                     | von Rigi Kulm               | von Rigi Kulm               |
| Bahnhof | 15,77                                               | Arth-Goldau                 | 510 m ü. M.                 |
| Abzweig geradeaus und nach links |                                                     | nach Biberbrugg             | nach Biberbrugg             |
| Strecke |                                                     | nach Chiasso (Gotthardbahn) | nach Chiasso (Gotthardbahn) |

Die Bahnstrecke Zug–Arth-Goldau ist eine Eisenbahnstrecke in den Schweizer Kantonen Zug und Schwyz.

## Geschichte

### Eröffnung und Verstaatlichung
Die Gotthardbahn-Gesellschaft eröffnete die Strecke zeitgleich mit der anschliessenden Bahnstrecke Thalwil–Zug der Schweizerischen Nordostbahn am 1. Juni 1897 als Zubringerstrecke zur Gotthardbahn. Der Bahnhof Zug, der bereits als Endbahnhof der Bahnstrecken Zürich–Zug und Zug–Luzern bestand, wurde beim Bau der neuen Strecken verlegt.
Mit der Verstaatlichung der Gotthardbahn-Gesellschaft 1909 ging die Strecke zu den Schweizerischen Bundesbahnen über.

### Ausbau
Die Haltestelle Zug Oberwil wurde 2010 zum Bahnhof ausgebaut, um zusätzlich zum Bahnhof Walchwil, in dem in der Regel der Regionalzüge (Linie S2 der Stadtbahn Zug) mit entgegenkommenden Fernverkehrszügen kreuzt, eine zweite Kreuzungsmöglichkeit zwischen Zug und Arth-Goldau zu erhalten und mit den dortigen Kreuzungen der Regionalzüge einen Halbstundentakt der S2 im Streckenabschnitt zwischen Zug und Walchwil zu ermöglichen.
Um einen Halbstundentakt von Fernverkehrszügen auf der Verbindung von Zürich ins Tessin realisieren zu können, wurde ein zweites Gleis im Abschnitt Walchwil Nord–Walchwil geplant. Ursprünglich war der Baubeginn für 2016 vorgesehen. Gegen die vom Bundesamt für Verkehr ausgestellte Baubewilligung wurde aber Einsprache erhoben. Das zugehörige Gerichtsverfahren endete 2018 mit einem Urteil des Bundesgerichts, die Einsprache wurde abgewiesen. Daraufhin wurde der Start der Bauarbeiten auf Mitte 2019 festgelegt. Während der bis Ende 2020 dauernden Bauarbeiten wurde die Strecke zwischen Zug Oberwil und Arth-Goldau komplett gesperrt, da parallel zum Doppelspurausbau umfangreiche Substanzerhaltungsmassnahmen ausgeführt wurden. Der regionale Verkehr wurde in dieser Zeit durch Busse ersetzt, während die Fernverkehrszüge über Zug–Rotkreuz, Rotkreuz–Immensee, Immensee–Arth-Goldau umgeleitet wurden. Im Dezember 2020 ging die Strecke wieder in Betrieb.

## Streckenbeschreibung
Die Strecke ist grossteils noch einspurig und deswegen verspätungsanfällig. Dazu kommt noch die Gefährdung durch Naturgefahren, vor allem auf dem Abschnitt Zug–Arth-Goldau, der deswegen schon öfters für mehrere Tage gesperrt werden musste.
Die Strecke beginnt in Thalwil, wo sie von der linksufrigen Zürichseebahn abzweigt. Der seit den 1960er-Jahren doppelspurig ausgebaute Streckenabschnitt führt am nördlichen Abhang des Zimmerberges stetig ansteigend nach Horgen Oberdorf. Danach unterfährt sie mit dem 1985 Meter langen, einspurigen Zimmerbergtunnel den Horgenberg als Teil des Zimmerberges. Nach dem Tunnel wird die Sihl doppelspurig – für jedes Gleis eine eigene Brücke – überquert und der Bahnhof Sihlbrugg erreicht. Es folgt der 3359 Meter lange einspurige Albistunnel und danach der Dienststation Litti, von wo die Strecke zum Bahnhof Baar im Lorzebecken geführt wird. Dabei wird sie von der Littibachbrücke der Autobahn A14 überquert. Vor Baar wird die Lorze überquert.
Die Strecke Zug–Arth-Goldau ist grossteils einspurig, was den Betrieb der Stadtbahn Zug und der Fernverkehrszüge arg einschränkt. Dazu führt sie an den Westabhängen des Zugerberges durch geologisch instabiles Gelände. Dazu kommt noch, dass die Strecke bei jedem grösseren Unwetter durch mögliche Erdrutsche und Rüfen gefährdet ist.
Unmittelbar nach dem Bahnhof Zug folgt der 255 Meter lange Viadukt über die Gotthardstrasse, Baarerstrasse und Poststrasse. Darauf folgt die Haltestelle Zug Postplatz und der 585 Meter lange Stadttunnel. Vor Walchwil werden der 36 Meter lange Lotenbachtunnel und der 90 Meter lange Bühltunnel durchfahren. Der Bahnhof Walchwil war lange Zeit der einzige Ort, an dem sich Züge kreuzen konnten. Danach folgen sich im kurzen Abstand der 48 Meter lange Rossplattentunnel, die 94 Meter lange St. Adrian-Brücke, der 65 Meter lange St. Adrian-Tunnel, die 70 Meter lange Rufibachbrücke und der 40 Meter lange Rufibachtunnel. Später folgen noch der 69 Meter lange Kalkofentunnel und kurz vor Arth-Goldau der 192 Meter lange Mühlefluhtunnel. Bei der danach folgenden Dienststation Goldau Mühlefluh beginnt die Doppelspurstrecke vor dem Bahnhof Arth-Goldau, der auf einem Bergsturzgelände angelegt wurde. Im Bahnhof Arth-Goldau besteht Anschluss an die Gotthardstrecke, die Bahnstrecke Biberbrugg–Arth-Goldau und die Arth-Rigi-Bahn.